# BMW E36
BMW 3-й серии (E36) — 3-й серии немецкого автоконцерна BMW, выпускавшееся с 1990 по 2000 год. Модели этого поколения стали больше, получили элегантный обтекаемый кузов и изначально создавались как четырёхдверные, в отличие от в основном двухдверных автомобилей второго поколения.
Выпуск четырёхдверных седанов (нем.  Limousine) начался в конце 1990 года. В 1992 году началось производство двухдверных купе (нем.  Coupé), а в 1993 году появились открытые кабриолеты (нем.  Cabrio). Укороченная версия автомобиля с трёхдверным, с большой задней дверью, кузовом хетчбэк (нем.  Compact) появилась в конце 1993 года, а вместительный универсал (нем.  Touring) стали

## Кузов и оборудование
Обтекаемый, с ровными поверхностями и плавными переходами между ними кузов четырёхдверного седана (нем.  Limousine) был изготовлен из высокопрочной стали и имел хорошую защиту от коррозии с фирменной гарантией в шесть лет. Несмотря на то, что автомобиль был спроектирован с учётом требований пассивной безопасности, имел жёсткий каркас салона и сминаемые при аварии зоны спереди и сзади, контрольный краш-тест он не прошёл. Водитель-манекен получил сильные повреждения груди сместившимся рулевым колесом, а также коленей, бёдер и таза жёсткими частями кузова снизу передней панели.

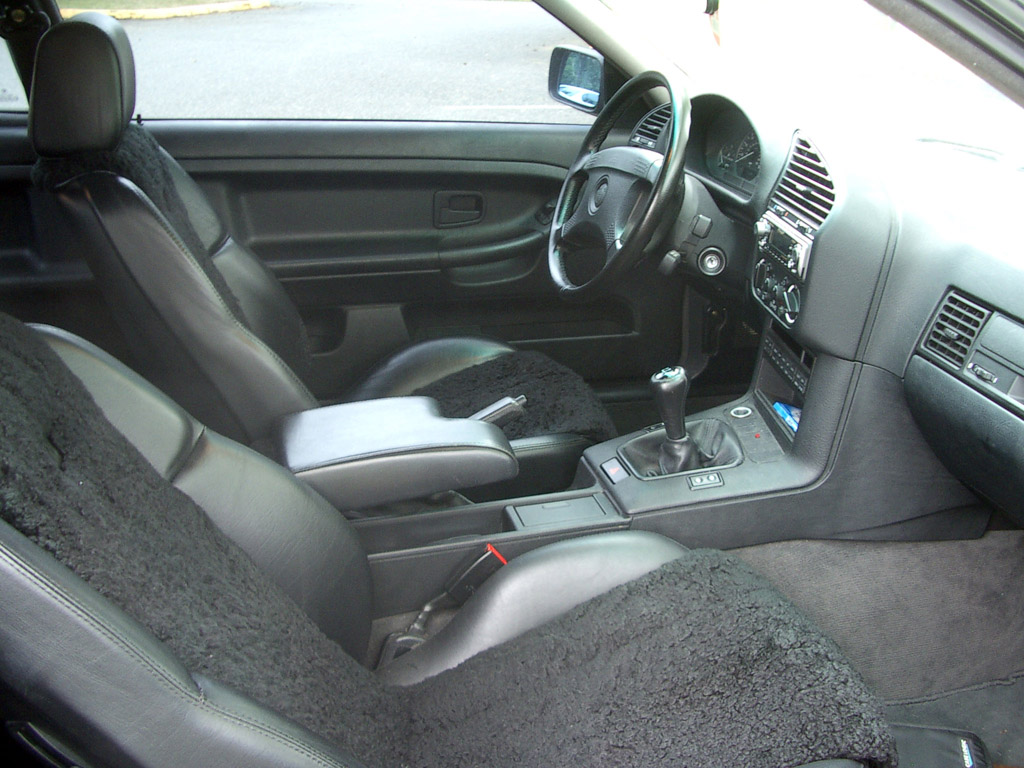
Салон купе BMW 325i

В салоне, повёрнутая к водителю передняя панель и удобные кресла с хорошей боковой поддержкой обеспечивали надёжное управление автомобилем. При необходимости водительское сиденье можно было отрегулировать по высоте. Двузонный климат-контроль и один из шести вариантов радио устанавливались по заказу. Объём багажника седана составлял 435 литров, но заказная складывающаяся по частям спинка заднего сиденья позволяла значительно увеличить его. Большая часть пластиковых деталей автомобиля была пригодна для вторичной переработки. 
Двухдверный кузов купе (нем.  Coupé) отличался от седана удлинённым на 8 сантиметров передком, более длинным капотом с вентиляционной решёткой под ветровым стеклом, укороченной крышей и более низким и коротким багажником объёмом 405 литров. В широких дверях были установлены стёкла без рамок, которые автоматически опускались при открывании двери, а затем, при закрывании, поднимались, занимая правильное положение на уплотнениях. Окно за дверью было установлено поверх стойки кузова и могло приоткрываться, можно было заказать электропривод его открывания.
Для увеличения жёсткости кузова кабриолета (нем.  Cabrio) у него был усилен пол, рамка ветрового стекла и задняя панель. Складной мягкий верх нескольких разных цветов поднимался и опускался либо вручную, либо автоматически. А если было желание ездить зимой с ещё большим комфортом, то можно было докупить жёсткую алюминиевую крышу, после установки которой кабриолет ничем не отличался от купе. В салоне мощная автоматическая система отопления и кондиционирования обеспечивала отличный комфорт как с поднятым, так и с опущенным верхом. Ещё больше тепла в прохладную погоду можно было получить с помощью заказных сидений с подогревом. Специальная полупрозрачная шторка, устанавливаемая за задними спинками по заказу, уменьшала сквозняк при движении на большой скорости с открытым верхом. Объём багажника кабриолета составлял 230 литров.

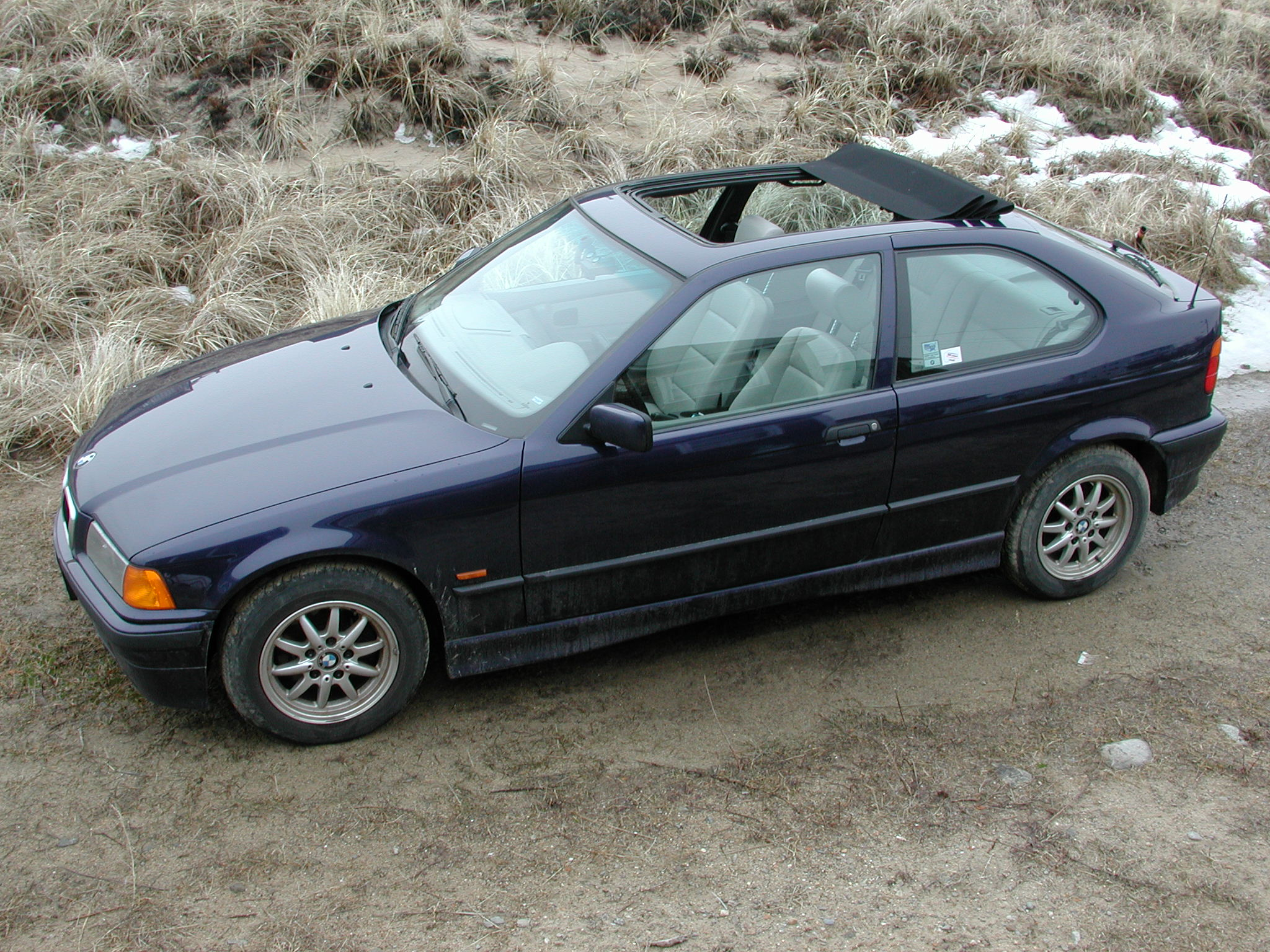
Хетчбэк BMW 318ti со складывающимся мягким потолком салона

Кузов бюджетного хетчбэка (нем.  Compact) был на 23 сантиметра короче, но за счёт длинной колёсной базы имел один из самых больших салонов в гольф-классе. Наслаждаться солнечным светом и свежим воздухом можно было, заказав автомобиль со складывающимся мягким потолком. Оформление салона: обивка, сиденья, передняя панель сильно отличалось от других моделей серии и скорее напоминало то, что использовалось на автомобилях предыдущего поколения. Объём багажника был равен 300 литров, но его легко можно было увеличить до 1030 литров, сложив спинки задних сидений.
Просторный кузов универсала (нем.  Touring) имел багажник объёмом 370 литров, который увеличивался до 1320 литров складыванием спинки заднего сиденья. Складывалась она по частям, что обеспечивало большую гибкость в организации размещения пассажиров и груза. Для надёжного крепления багажа имелись специальные крючки, а само багажное отделение закрывалось шторкой. На крышке багажника захваты с двух сторон позволяли легко закрывать её любой рукой. Хороший обзор назад обеспечивал стандартно установленный на всех моделях задний стеклоочиститель.
Спортивные автомобили M3 внешне выделялись спойлером под передним бампером, аэродинамическими накладками на порогах и двумя хромированными наконечниками выхлопных труб, торчащими из низкой юбки заднего бампера. Внутри были установлены специальные спортивные передние сиденья, обитые кожей наппа, спортивный руль и особым образом оформленная панель приборов. По заказу модели с кузовом купе и седан могли быть оборудованы антикрылом, установленным на кромке багажника.

## Двигатели и трансмиссия
Автомобили оснащались рядными четырёх- и шестицилиндровыми бензиновыми и дизельными двигателями разного рабочего объёма и мощности. Двигатель был установлен спереди продольно и состыковывался либо с пятиступенчатой механической, либо с четырёх или пятиступенчатой автоматической коробкой передач. Ведущими были задние колёса, вращение на которые передавалось с помощью карданного вала с промежуточной опорой.
На версии M3 моделей стандартно устанавливалась шестиступенчатая механическая коробка передач, но можно было заказать автомобиль с роботизированной трансмиссией  SMG (Secuential M Gearbox). В такой системе рычаг переключения передач не связан механически с коробкой, с его помощью только подаются сигналы на электронный блок, который управляет гидравлическими актуаторами, включающими сцепление и переключающими передачи. Педали сцепления нет, а передачи переключаются либо автоматически, либо вручную.
На модели 316i и 318i устанавливались четырёхцилиндровые двигатели рабочим объёмом 1,6 и 1,8 литров соответственно. Первоначально это были моторы серии M40 с чугунным блоком, одним верхним распредвалом (SOHC) и двумя клапанами на цилиндр. Они развивали мощность 100 и 113 л.с. В 1995 году эти двигатели были заменены на более совершенные моторы серии M43 такого же рабочего объёма мощностью 102 и 115 л.с. Мощность моторов возросла незначительно, но была существенно улучшена их экономичность, а также серьёзно сократилась токсичность выбросов. 
Купе 318is и хетчбэк 318ti оборудовались спортивного типа четырёхцилиндровым двигателем серии M42 с четырьмя клапанами на цилиндр (DOHC) рабочим объёмом 1,8 литра мощностью 140 л.с., который позже был заменён на двигатель M44 рабочим объёмом 1,9 литра такой же мощности.
Специальный двигатель серии M43 рабочим объёмом 1,6 литра, работающий как на бензине, так и на природном газе, устанавливался на хетчбэк 316g.
Модели 320i и 325i оснащались бензиновыми шестицилиндровыми двигателями серии M50 рабочим объёмом 2 и 2,5 литра и мощностью 150 и 192 л.с. соответственно. Этот двигатель имел чугунный блок цилиндров, два верхних распредвала и по четыре клапана на цилиндр. 
В 1995 году модель 325i была заменена моделью 328i с новым двигателем серии M52 рабочим объёмом 2,8 литра мощностью 193 л.с. Новый мотор был легче, так как имел блок цилиндров из алюминиевого сплава. Двигатель этой же серии объёмом 2 литра мощностью 150 л.с. стали устанавливать на модель 320i. В дополнение ко всему этому была добавлена новая модель 323i с двигателем M52 рабочим объёмом 2,5 литра мощностью 170 л.с.

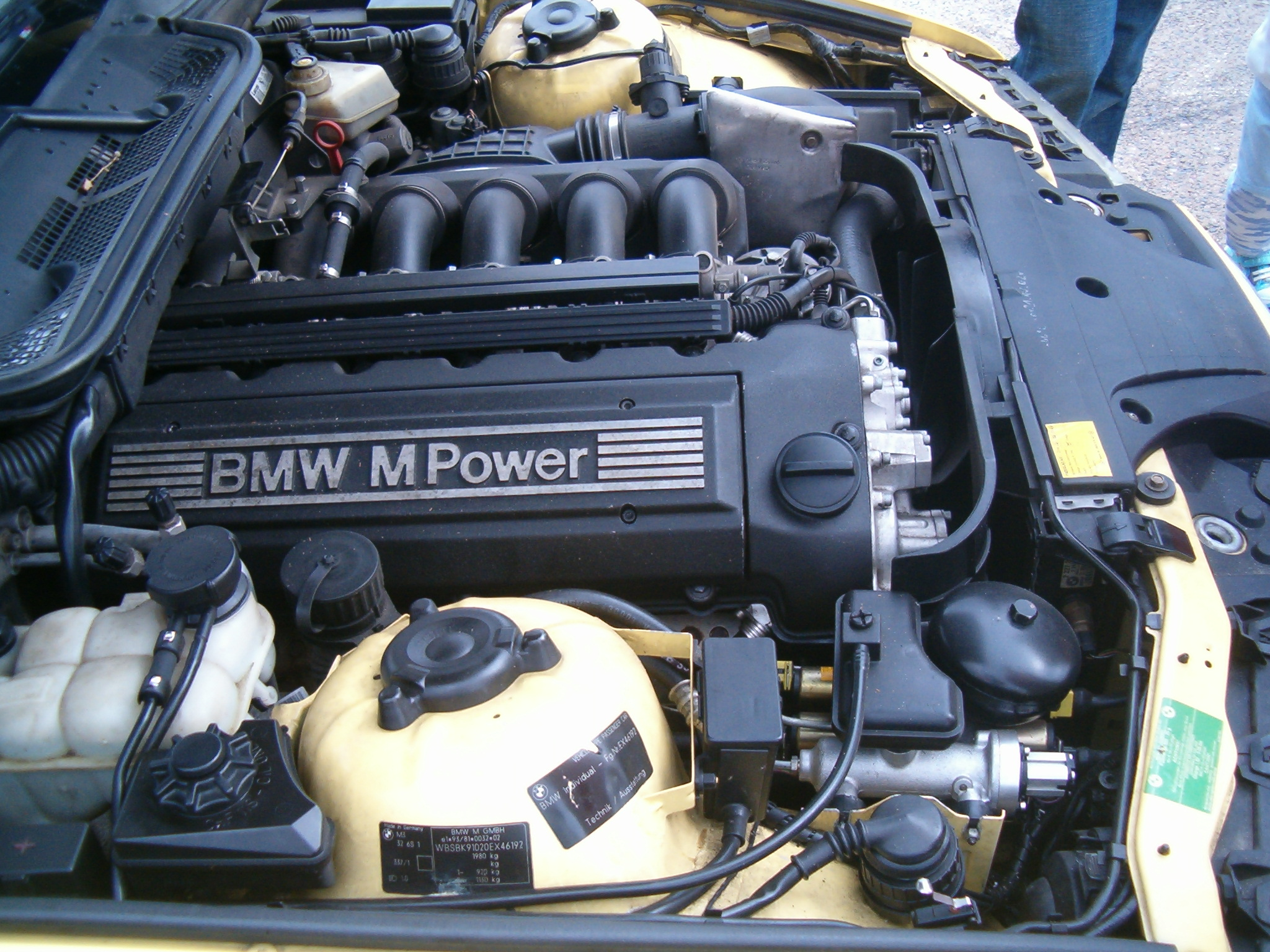
Шестицилиндровый двигатель BMW M3

Шестицилиндровый дизельный двигатель с турбонаддувом серии M51 рабочим объёмом 2,5 литра мощностью 115 л.с. для модели 325td появился в 1991 году. Двигатель имел чугунные блок и головку цилиндров, один верхний распредвал и по два клапана на цилиндр. Его более мощная, в 143 л.с., версия с промежуточным охлаждением воздуха наддува устанавливалась на модель 325tds с 1993 года. В 1994 году в гамму моделей был добавлен ещё один автомобиль, 318tds с четырёхцилиндровым турбодизелем M41 рабочим объёмом 1,7 литра и мощностью 90 л.с. Этот двигатель был копией шестицилиндрового мотора, только без двух цилиндров.
На спортивные версии M3 первоначально устанавливался трёхлитровый двигатель серии S50 мощностью 286 л.с. Мотор был разработан на базе двигателя M50, но имел больший объём за счёт увеличенного хода поршня и систему непрерывного (бесступенчатого) изменения фаз газораспределения на впуске. В конце 1995 года рабочий объём двигателя был увеличен до 3,2 литра, а мощность возросла до 321 л.с. В США автомобили M3 первоначально поставлялись с двигателем S50 ограниченной до 240 л.с. мощности. В дальнейшем он был заменён двигателем S52, созданном на основе мотора M52, но с увеличенным до 3,2 литров рабочим объёмом. Мощность осталась неизменной — 240 л.с.

## Ходовая часть
На автомобилях серии спереди применялась подвеска со стойками Макферсон, а сзади — оригинальная многорычажная независимая подвеска, подобная той, что использовалась на родстере Z1. К каждому колесу присоединялись по два поперечных рычага и один продольный С-образной формы с точкой крепления к кузову, размещённой перед задним колесом. Все рычаги были расположены так, что качались вокруг одной точки, расположенной на продольной оси автомобиля. Такая подвеска иногда называется Z-подвеской, от немецкого Zentrum, центр. Модели с кузовом хетчбэк оснащались более простой независимой задней подвеской на косых A-образных рычагах автомобилей предыдущего поколения .
Реечное рулевое управление имело гидроусилитель с переменной степенью усиления. На стоящем автомобиле и при движении с небольшой скоростью усиление было максимальным, и оно снижалось с ростом скорости автомобиля
В тормозной системе с гидроприводом и усилителем спереди применялись вентилируемые дисковые тормоза. Сзади модели начального уровня имели барабанные тормоза, более скоростные и дорогие модели — дисковые. Все автомобили серии стандартно или по заказу оснащались антиблокировочной системой (ABS) и системой стабилизации, совмещенной с противопробуксовочной системой (ASC+T).

## Модельный ряд
Производство автомобилей серии началось в 1990 году с четырёхдверных седанов (нем.  Limousine), моделей 316i и 318i с  четырёхцилиндровыми двигателями и моделей 320i и 325i с шестицилиндровыми двигателями. В 1991 году к ним присоединилась модель 325td с  турбодизелем, а затем в 1994 году появилась ещё одна дизельная модель 318tds. В 1995 году модель 328i с новым двигателем стали предлагать вместо модели 325i, а также появилась ещё одна модель 323i.

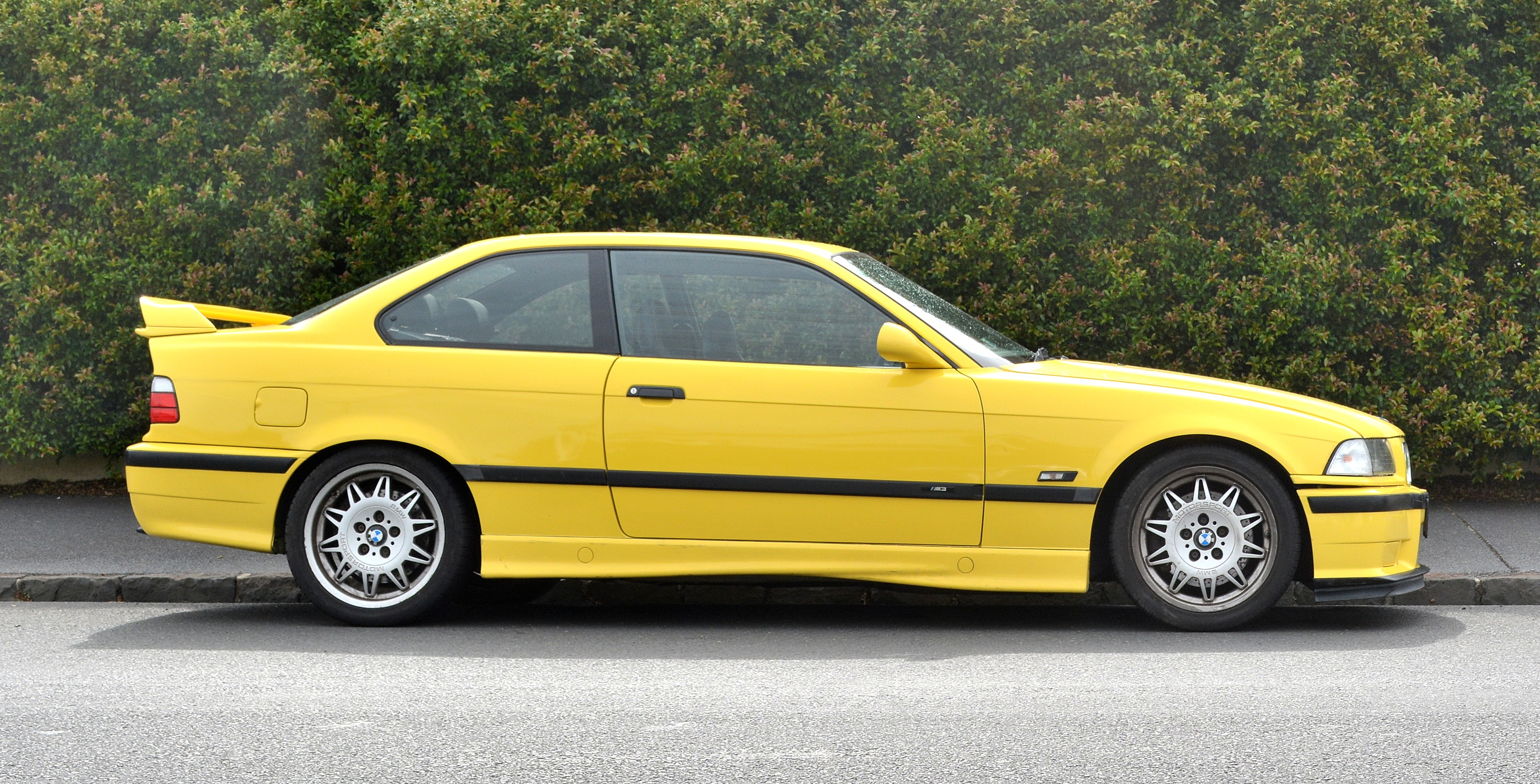
Купе BMW M3 с опционным задним антикрылом

Поставки более дорогих, спортивного вида двухдверных купе (нем.  Coupé), моделей 318i, 320i и 325i начались в январе 1992 года. В 1993 году к ним присоединилась модель 316i. В 1995 году модель 328i заменила собой модель 325i и была добавлена модель 323i.
Открытые кабриолеты (нем.  Cabrio) появились в 1993 году. Сначала модель 325i с мощным мотором, к которой чуть позже присоединилась модель 320i. В 1994 году модель с более демократичным четырёхцилиндровым двигателем 318i была добавлена к серии. В 1995 году модель 325i была заменена новым кабриолетом 328i.
Автомобили с укороченным трёхдверным кузовом хетчбэк (нем.  Compact) с большой задней дверью были представлены в конце 1993 года. Сначала как модель 316i, к которой чуть позже была добавлена модель  с дизельным двигателем 318tds и модель 318ti с новейшим четырёхцилиндровым мотором, унаследовавшая обозначение ti (touring international) от компактного купе 2002ti 1960-х. В 1997 году гамму компактных автомобилей пополнила модель 323ti с шестицилиндровым мотором. Кроме того, выпускалась особая модель 316g, двигатель которой мог работать как на бензине, так и на природном газе.
Выпуск универсалов (нем.  Touring) с большим вместительным салоном начался весной 1995 года с моделей 318i и 318tds с четырёхцилиндровыми двигателями и моделей 320i, 328i и 325tds с шестицилиндровыми моторами. В 1996 году к ним присоединились модели 316i и 323i.
«Заряженные» автомобили M3, созданные с помощью спортивного подразделения компании, появились в 1992 году, сначала в виде купе. Весной 1994 года был представлен M3 кабриолет, а с осени начались продажи седана M3. В конце 1995 года все модели получили более мощный двигатель. В США поставлялись специальные версии автомобилей, имеющие двигатель с ограниченной до 240 л.с. мощностью.
Ограниченная партия купе M3 GT, омологированных для участия в чемпионатах FIA GT и IMSA GT была выпущена в 1995 году. Окрашенная в «Британский гоночный зелёный» цвет модель имела кузов с дополнительными аэродинамическими элементами и особым образом настроенные двигатель и шасси.
| Список моделей                     | Список моделей    | Список моделей             | Список моделей | Список моделей           |
| Модели                             | Годы производства | Количество выпущенных, шт. | Цена, DM       | Двигатели                |
| 3-я серия (E36)                    | 07.1990—08.2000   | 2 745 773                  |                |                          |
| Седаны                             | 07.1990—11.1998   | 1 533 003                  |                |                          |
| ---------------------------------- | ----------------- | -------------------------- | -------------- | ------------------------ |
| 316i                               | 12.1990—09.1998   | 321 486 (плюс 1632 CKD)    | 30 800         | R4 1.6-100/102 (M40/M43) |
| 318i                               | 07.1990—11.1998   | 475 412 (плюс 46 438 CKD)  | 34 800         | R4 1.8-113/115 (M40/M43) |
| 320i                               | 10.1990—07.1998   | 209 981 (плюс 14 221 CKD)  | 40 000         | R6 2.0-150 (M50, M52)    |
| 323i                               | 06.1995—11.1998   | 328 371 (плюс 3720 CKD)    | 51 000         | R6 2.5-170 (M52)         |
| 325i                               | 10.1990—10.1995   | 141 353 (плюс 16 113 CKD)  | 49 000         | R6 2.5-192 (M50)         |
| 328i                               | 06.1994—11.1998   | 75 667 (вкл. 2484 CKD)     | 56 000         | R6 2.8-193 (M52)         |
| 318tds                             | 09.1994—02.1998   | 48 520                     | 39 900         | R4 1.7-90 D (M41)        |
| 325td                              | 06.1991—02.1998   | 55 249                     | 43 000         | R6 2.5-115 D (M51)       |
| 325tds                             | 06.1993—11.1998   | 53 651                     | 48 000         | R6 2.5-143 D (M51)       |
| M3                                 | 10.1994—07.1995   | 1303                       |                | R6 3.0-286 (S50)         |
| M3                                 | 11.1995—05.1998   | 8610                       | 88 500         | R6 3.0-321 (S50)         |
| M3                                 | 09.1996—05.1998   | 8610                       |                | R6 3.0/3.2-240 (S50/S52) |
| Купе                               | 10.1990—04.1999   | 468 492 (вкл. 1008 CKD)    |                |                          |
| 316i                               | 09.1993—02.1999   | 51 014                     | 39 800         | R4 1.6-102 (M43)         |
| 318is                              | 02.1991—04.1999   | 148 772                    | 42 000         | R4 1.8/1.9-140 (M42/M44) |
| 320i                               | 02.1991—11.1998   | 71 568                     | 45 300         | R6 2.0-150 (M50, M52)    |
| 323i                               | 06.1995—04.1999   | 26 684                     |                | R6 2.5-170 (M52)         |
| 325i                               | 10.1990—10.1995   | 80 761                     | 54 000         | R6 2.5-192 (M50)         |
| 328i                               | 12.1994—04.1999   | 44 176                     | 57 600         | R6 2.8-193 (M52)         |
| M3                                 | 04.1992—07.1995   | 15 550 (вкл. 748 CKD)      | 80 000         | R6 3.0-286 (S50)         |
| M3                                 | 11.1995—12.1998   | 8962                       | 88 500         | R6 3.2-321 (S50)         |
| M3 GT                              | 03.1995—06.1995   | 356                        | 91 000         | R6 3.0-295 (S50)         |
| Кабриолеты                         | 03.1993—09.1999   | 196 544                    |                |                          |
| 318i                               | 02.1994—09.1999   | 37 441                     | 54 000         | R4 1.8-115 (M43)         |
| 320i                               | 12.1993—09.1999   | 30 565                     | 62 700         | R6 2.0-150 (M50, M52)    |
| 323i                               | 06.1995—09.1999   | 15 530                     |                | R6 2.5-170 (M52)         |
| 325i                               | 03.1993—10.1995   | 38 805                     |                | R6 2.5-192 (M50)         |
| 328i                               | 12.1994—09.1999   | 49 841                     | 66 000         | R6 2.8-193 (M52)         |
| M3                                 | 04.1994—07.1995   | 1975                       | 91 300         | R6 3.0-286 (S50)         |
| M3                                 | 03.1996—09.1999   | 3870                       | 97 500         | R6 3.2-321 (S50)         |
| M3                                 | 03.1998—09.1999   | 6269                       |                | R6 3.0/3.2-240 (S52)     |
| Хетчбэки                           | 01.1994—08.2000   | 396 122                    |                |                          |
| 316i                               | 01.1994—08.2000   | 247 202                    | 33 600         | R4 1.6-102 (M43)         |
| 316g                               | 11.1995—06.2000   | 544                        | 41 500         | R4 1.6-87*/102** (M43)   |
| 318ti                              | 09.1994—08.2000   | 97 962                     | 38 700         | R4 1.8/1.9-140 (M42/M44) |
| 323ti                              | 09.1997—08.2000   | 15 155                     | 47 900         | R6 2.5-170 (M52)         |
| 318tds                             | 1995—2000         | 35 803                     | 37 500         | R4 1.7-90 D (M41)        |
| Универсалы                         | 11.1994—05.1999   | 130 611                    |                |                          |
| 316i                               | 02.1997—05.1999   | 17 366                     | 41 100         | R4 1.6-102 (M43)         |
| 318i                               | 09.1995—05.1999   | 32 543                     | 44 300         | R4 1.8-115 (M43)         |
| 320i                               | 11.1994—05.1999   | 24 637                     | 50 000         | R6 2.0-150 (M50, M52)    |
| 323i                               | 12.1995—05.1999   | 8435                       | 54 000         | R6 2.5-170 (M52)         |
| 328i                               | 12.1994—05.1999   | 10 618                     | 58 000         | R6 2.8-193 (M52)         |
| 318tds                             | 03.1995—05.1999   | 24 976                     | 43 700         | R4 1.7-90 D (M41)        |
| 325tds                             | 03.1995—05.1999   | 12 036                     | 52 000         | R6 2.5-143 D (M51)       |
| * на природном газе, ** на бензине |                   |                            |                |                          |